# Colobostomus arabicus
Colobostomus arabicus is een keversoort uit de familie schijnboktorren (Oedemeridae). De wetenschappelijke naam van de soort is voor het eerst geldig gepubliceerd in 1984 door Švihla.